# Muzej vojne i ratne povijesti
Muzej vojne i ratne povijesti nalazi se u Pakracu, na Trgu pape Ivana Pavla II br. 12.
U jedinom muzeju ovakve tematike u Hrvatskoj mogu se vidjeti eksponati vezani za hrvatsku, a dijelom i za svjetsku vojnu i ratnu povijest. Stalni postav od preko 300 m2 podijeljen je na nekoliko cjelina, a u njegovu sklopu je i knjižnica, arhiva, suvenirnica, projekcijska dvorana te vanjski izložbeni prostor.
U prvoj su prostoriji izložene odore povijesnih postrojbi (povijesna odora Varaždinske građanske garde, Turopoljskih banderija, Karlovačke građanske garde, Kumpanjije iz Blata s otoka Korčule te odora Počasno-zaštitne bojne). Slijed nastavlja niz u kojem se upoznaje povijest Pakraca, počevši od rimskih legija, preko srednjeg vijeka, templara, Osmanlija, Zrinskih i Frankopana, do hajduka i pandura baruna Trenka. Najbogatiji dio zbirke vezan je uz Domovinski rat i modernog hrvatskog vojnika. Muzej posjeduje brojne eksponate iz Prvog i Drugog svjetskog rata, zastave iz ureda predsjednika Tuđmana s Brijuna i Kninske tvrđave te zbirku naoružanja iz različitih razdoblja i ratova.

## Galerija
- Starija hrvatska povijest
- Domovinski rat
- Oružarnica
- Specijalna policija u Domovinskom ratu

## Vanjske poveznice
- Marijana Kranjec: Muzej vojne i ratne povijesti u Pakracu obilježava deset godina postojanja magazin.hrt.hr (objavljeno 25. rujna 2022., pristupljeno 19. prosinca 2022.)